# Бернд Хофман
Бернд Хофман (на немски: Bernd Hoffmann) е германски футболен функционер, президент на футболен клуб „Хамбургер“ от 2003 до 2011 и от 2018 до 2020 г.
Роден е в Леверкузен, Германия на 21 януари 1963 г. Завършва „Търговия“ в университета в Кьолн през 1989 г.
След това работи в известното германско киностудио „Уфа“, както и във водещата международна агенция за продажба на телевизионни права в областта на спорта „Спортфайф“, където е представител за Германия.
На 16 декември 2002 г. е обявено, че от 1 януари 2003 г. Хофман ще изпълнява длъжността главен изпълнителен директор на „Хамбургер“. През юни 2005 г. договорът му е продължен до края на 2008 г.
Хофман е женен и има 4 деца – 2 двойки близнаци.